# Isiah Whitlock Jr.
Isiah Whitlock Jr. (South Bend, 13 de septiembre de 1954) es un actor estadounidense, reconocido principalmente por su papel como Clay Davis en la serie de televisión de HBO The Wire. Activo desde comienzos de la década de 1980, Whitlock ha participado en más de 50 películas y series de televisión, entre las que destacan Goodfellas, 1408, The Angriest Man in Brooklyn, BlacKkKlansman y Da 5 Bloods.

## Filmografía

### Cine
| Año  | Título                       | Papel                  | Notas |
| ---- | ---------------------------- | ---------------------- | ----- |
| 1990 | Gremlins 2: The New Batch    | Bombero                |       |
| 1990 | Goodfellas                   | Doctor                 |       |
| 1996 | Eddie                        | Rick                   |       |
| 1996 | Everyone Says I Love You     | Policía                |       |
| 1997 | The Spanish Prisoner         | Soldado                |       |
| 1999 | A Fish in the Bathtub        | Rudy                   |       |
| 1999 | Harlem Aria                  | Manny                  |       |
| 2001 | Jump Tomorrow                | Tío de George          |       |
| 2002 | Driving Fish                 | Mason                  | Corto |
| 2002 | 25th Hour                    | Agente Flood           |       |
| 2003 | Pieces of April              | Eugene                 |       |
| 2003 | Bought & Sold                | Sr. Stubbs             |       |
| 2004 | She Hate Me                  | Agente Amos Flood      |       |
| 2005 | Honey Trap                   | Detective              | Corto |
| 2005 | Duane Hopwood                | William                |       |
| 2005 | Stealing Martin Lane         | Harold "Chopper" Jones |       |
| 2006 | Kettle of Fish               | Freddie                |       |
| 2006 | Beautiful Ohio               | Sr. Lebreaux           |       |
| 2007 | A Nick in Time               | Bob Delagard           | Corto |
| 2007 | 1408                         | Empleado del hotel     |       |
| 2007 | The Man in My House          | T.J.                   | Corto |
| 2007 | Enchanted                    | Ethan Banks            |       |
| 2008 | Choke                        | Detective Palmer       |       |
| 2008 | Cadillac Records             | DJ                     |       |
| 2008 | The Thing We Know            | Keith                  | Corto |
| 2009 | Brooklyn's Finest            | Investigador           |       |
| 2009 | I Hate Valentine's Day       | Baterista              |       |
| 2009 | Under New Management         | Rev. A.L. Blunton      |       |
| 2009 | Speed Grieving               | Dr. Holder             | Corto |
| 2010 | Twelve                       | Detective Dummont      |       |
| 2010 | Main Street                  | Mayor                  |       |
| 2011 | Gun Hill Road                | Oficial Thompson       |       |
| 2011 | Cedar Rapids                 | Ronald Wilkes          |       |
| 2011 | Detachment                   | Sr. Mathias            |       |
| 2012 | Red Hook Summer              | Detective Flood        |       |
| 2012 | Why Stop Now?                | Black                  |       |
| 2012 | Thanks for Sharing           | Charles                |       |
| 2012 | Not Fade Away                | Landers                |       |
| 2013 | Newlyweeds                   | Philly                 |       |
| 2013 | Europa Report                | Dr. Tarik Pamuk        |       |
| 2013 | Home                         | Samuel                 |       |
| 2013 | Jerome's Bouquet             | Jack                   | Corto |
| 2014 | The Angriest Man in Brooklyn | Yates                  |       |
| 2014 | 23 Blast                     | Dr. Connelly           |       |
| 2015 | Chi-Raq                      | Bacchos                |       |
| 2016 | Pete's Dragon                | Gene Dentler           |       |
| 2017 | Person to Person             | Buster                 |       |
| 2017 | CHiPs                        | Peterson               |       |
| 2017 | Cars 3                       | River Scott            | Voz   |
| 2017 | Sloan Hearts Neckface        | Lester                 | Corto |
| 2018 | BlacKkKlansman               | Sr. Turrentine         |       |
| 2018 | All Square                   | Scotty                 |       |
| 2018 | The Old Man & the Gun        | Detective Gene Dentler |       |
| 2019 | Corporate Animals            | Derek                  |       |
| 2019 | Lost Holiday                 | Matthews               |       |
| 2019 | Lying and Stealing           | Lyman Wilkers          |       |
| 2019 | Run with the Hunted          | Lester                 |       |
| 2019 | Seneca                       | Michael                |       |
| 2020 | The Lost Husband             | Russ McAllen           |       |
| 2020 | Da 5 Bloods                  | Melvin                 |       |
| 2020 | I Care a Lot                 | Juez Lomax             |       |

### Televisión
| Año       | Título                            | Papel                  | Notas        |
| --------- | --------------------------------- | ---------------------- | ------------ |
| 1981      | A Christmas Carol                 |                        | Telefilme    |
| 1987      | Cagney & Lacey                    |                        | 1 episodio   |
| 1989      | Ocean                             |                        | 6 episodios  |
| 1993      | Queen                             | Predicador             | 1 episodio   |
| 1995      | Law & Order                       | Anthony White          | 1 episodio   |
| 1996      | Law & Order                       | Simon Brooks           | 1 episodio   |
| 1996      | Law & Order                       | Fred Oates             | 1 episodio   |
| 1996      | New York Undercover               | Chief Hardin           | 1 episodio   |
| 1997      | Liberty! The American Revolution  | Luke                   | 6 episodios  |
| 1999      | Third Watch                       | Reggie Simmons         | 1 episodio   |
| 2000      | Law & Order                       | Fred Oakes             | 1 episodio   |
| 2000      | Law & Order: Special Victims Unit | Capitán                | 1 episodio   |
| 2000      | Law & Order                       | Capitán Navarro        | 1 episodio   |
| 2000      | Wonderland                        |                        | 1 episodio   |
| 2000      | Madigan Men                       | Guardia del aeropuerto | 1 episodio   |
| 2001      | Law & Order: Criminal Intent      | Detective              | 2 episodios  |
| 2001      | Law & Order: Special Victims Unit | Todd Smythe            | 1 episodio   |
| 2001      | WW 3                              |                        | Telefilme    |
| 2001      | Ed                                | Tim Unger              | 2 episodios  |
| 2002      | NYPD Blue                         | Anton Emery            | 1 episodio   |
| 2002–2008 | The Wire                          | Clayton "Clay" Davis   | 22 episodios |
| 2003      | Chappelle's Show                  | Harold                 | 1 episodio   |
| 2004      | Law & Order                       | Gordon Samuels         | 1 episodio   |
| 2004      | The Jury                          | Abbott Truman          | 1 episodio   |
| 2005      | Slavery and the Making of America | Ministro               | 1 episodio   |
| 2005      | Law & Order: Special Victims Unit |                        | 1 episodio   |
| 2006      | Chappelle's Show                  |                        | 1 episodio   |
| 2008      | New Amsterdam                     | Joe Williams           | 1 episodio   |
| 2008      | Human Giant                       | Director de casting    | 1 episodio   |
| 2009      | The Unusuals                      | Leslie Morgan          | 1 episodio   |
| 2010      | Meet the Browns                   | Sidney Graves          | 1 episodio   |
| 2010      | Rubicon                           | Sr. Roy                | 6 episodios  |
| 2011      | Onion SportsDome                  | Wally Wright           | 2 episodios  |
| 2011      | Onion SportsDome                  | Isiah Whitlock Jr.     | 1 episodio   |
| 2011      | Chaos                             | Warren                 | 1 episodio   |
| 2011      | Law & Order: Criminal Intent      | Detective              | 1 episodio   |
| 2011      | The Good Wife                     | Ira Protopapas         | 1 episodio   |
| 2012      | Smash                             | Ronal Strickland       | 2 episodios  |
| 2012–2015 | Law & Order: Special Victims Unit | Reece                  | 3 episodios  |
| 2013      | Louie                             | Alphonse               | 2 episodios  |
| 2013      | Late Night with Jimmy Fallon      | Trent                  | 2 episodios  |
| 2013      | Lucky 7                           | Bob Harris             | 6 episodios  |
| 2013–2015 | Veep                              | George Maddox          | 7 episodios  |
| 2014      | Lucas Bros. Moving Co.            | Voz                    | 1 episodio   |
| 2014      | The Blacklist                     | Danny Moss             | 1 episodio   |
| 2014      | The Divide                        | Rev. Cheeks            | 1 episodio   |
| 2015      | Gotham                            | Gerry Lang             | 1 episodio   |
| 2015      | The Carmichael Show               | Rev. Carlson           | 1 episodio   |
| 2015      | Limitless                         | Lawrence Drake         | 1 episodio   |
| 2016      | Charity Case                      | Ronald                 | Telefilme    |
| 2016      | Lucifer                           | Carmen                 | 1 episodio   |
| 2016      | Atlanta                           | Raleigh Marks          | 1 episodio   |
| 2016      | Jay & Pluto                       | Terapeuta              | 1 episodio   |
| 2017      | Elementary                        | Jack Brunelle          | 1 episodio   |
| 2017      | Son of Zorn                       | Robert                 | 1 episodio   |
| 2017      | Survivor's Remorse                | Samuel                 | 4 episodios  |
| 2017      | The Mist                          | Gus Redman/Gus Bradley | 8 episodios  |
| 2017      | Thin Ice                          | Bill                   | Telefilme    |
| 2017      | She's Gotta Have It               | Perro                  | 1 episodio   |
| 2017      | Kevin Can Wait                    | Jerry                  | 1 episodio   |
| 2018      | BoJack Horseman                   | Voz                    | 1 episodio   |
| 2018      | The Good Cop                      | Burl Loomis            | 10 episodios |
| 2018      | Madam Secretary                   | Hervé Dupont           | 1 episodio   |
| 2019      | FBI                               | Richard Talmage        | 1 episodio   |
| 2020      | Your Honor                        | Charlie                |              |